# Mistrovství Evropy v zápasu ve volném stylu 1949
Mistrovství Evropy v zápasu ve volném stylu mužů proběhl v Istanbulu (Turecko).

## Muži
| Kategorie | Zlato            | Stříbro           | Bronz               |
| --------- | ---------------- | ----------------- | ------------------- |
| 52 kg     | Ali Yücel        | Mansur Raisi      | Bengt Johansson     |
| 57 kg     | Nasuh Akar       | Kurt Pettersén    | Sayed Hafez Shehata |
| 62 kg     | Olle Anderberg   | Hasan Sadian      | Nurettin Zafer      |
| 67 kg     | Servet Meriç     | Abdolah Moytabavi | Paavo Pihlajamäki   |
| 73 kg     | Celal Atik       | Ali Gafari        | Per Berlin          |
| 79 kg     | Yaşar Doğu       | Axel Grönberg     | Muhamad Musa        |
| 87 kg     | Adil Candemir    | Viking Palm       | Nasir Yavid         |
| +87 kg    | Bertil Antonsson | Muharrem Candaş   | Natale Vecchi       |